# Gallino Art
José Gallino (Salto, 8 de julio de 1986), conocido por su nombre artístico Gallino Art, es un artista plástico y grafitero uruguayo.

## Biografía
Oriundo del departamento de Salto, desde 2013 incursiona en el mundo del grafiti. Logra un estilo de retrato a gran escala trabajando la imagen desde la fotografía, su selección busca esos instantes que muestran facciones y gestos claves de las personas que retratará. Gallino es parte de un boom de arte urbano que se desarrolla en Montevideo y que se aprecia en cada muro de la ciudad como una formación esteticista que alude a personajes célebres y temas humanistas. En algunos de sus murales expone problemáticas como la violencia doméstica y el maltrato infantil.
Desde 2016 se destaca por sus intervenciones urbanas en forma de murales dedicados a célebres personalidades nacionales, entre otras:  China Zorrilla, Omar Gutiérrez, Edinson Cavani, Los Olimareños, Óscar Washington Tabárez, Juan José Morosoli y Antonio Grompone.
Por su ubicación y extensión, se destaca el corredor artístico en las inmediaciones del Palacio Legislativo: Mario Benedetti, Alfredo Zitarrosa, Juana de Ibarbourou, Amalia de la Vega,  Petrona Viera y Joaquín Torres García.
En 2021 con motivo del Día Internacional de la Mujer y en el marco del tercer Festival de Arte Urbano de la ciudad de Mercedes, Gallino pintó la imagen de Beatriz de Dante Alighieri.